# غيك تويز
شركة غيك تويز المحدودة (باليابانية: 株式会社ギークトイズ، بالروماجي: Kabushiki-gaisha Gīku Toizu) هو استوديو رسوم متحركة ياباني، تأسس في أكتوبر عام 2017، ويقع مقره في ناكانو في طوكيو.

## أعمال الاستوديو

### مسلسلات أنمي تلفزيونية
| العنوان                           | المخرج           | تاريخ بداية العرض | تاريخ نهاية العرض | عدد الحلقات | المراجع |
| --------------------------------- | ---------------- | ----------------- | ----------------- | ----------- | ------- |
| ريرايديد: ديريدا القافز عبر الزمن | تاكويا ساتو      | 3 أكتوبر 2018     | 19 ديسمبر 2018    | 12          | [ 3 ]   |
| Hensuki                           | إيتسوكي إيمازاكي | 8 يوليو 2019      | 23 سبتمبر 2019    | 12          | [ 4 ]   |
| Plunderer                         | هيرويوكي كانبي   | 8 يناير 2020      | 24 يونيو 2020     | 24          | [ 5 ]   |
| Date A Live IV                    | كون ناكاغاوا     | أكتوبر 2021       | TBA               | TBA         | [ 6 ]   |

### الأفلام
| العنوان                            | المخرج       | تاريخ العرض    | المراجع |
| ---------------------------------- | ------------ | -------------- | ------- |
| Date A Bullet: Dead or Bullet ‏     | جون ناكاغاوا | 14 اغسطس 2020  | [ 7 ]   |
| Date A Bullet: Nightmare or Queen ‏ | جون ناكاغاوا | 13 نوفمبر 2020 | [ 8 ]   |

## وصلات خارجية
- الموقع الرسمي نسخة محفوظة 8 مايو 2019 على موقع واي باك مشين. (باليابانية)
- غيك تويز على موقع ANN company (الإنجليزية)